# Moharra
Moharra es el nombre con que se designa la punta de la lanza, que comprende la cuchilla y el cubo con que se asegura al asta. 
Las puntas metálicas de las armas de asta, de los estandartes y de las banderas también reciben el nombre de moharra. Según el Catálogo de la Real Armería, mandado formar por...José Maria Marchesi (1849), primero se llamó moharra «al hierro del asta de la bandera», y «después al hierro de la lanza». Antiguamente, se reservaba el término a las hojas de las armas de asta, cuyos metales eran de formas muy variadas; y particularmente se ha aplicado a las puntas de metal aguzadas de las distintas clases de lanza. Enrique de Leguina y Vidal recoge ambas acepciones en su Glosario de voces de armería.
En los citados Catálogo de la Real Armería, Glosario de voces de armeria, Diccionario militar y en el Diccionario de la lengua española figura también con la grafía muharra.

## Etimología
Es de origen árabe, aunque su etimología es incierta. El Diccionario de la lengua española apunta a que posiblemente proceda de la palabra árabe andalusí muḥárraf, con el significado de «orillado». La Enciclopedia Espasa se decanta por el término árabe mohárrib, «aguzado».